# Juillet 2011

## Faits marquants
- 1er juillet :
  - la Pologne succède à la Hongrie à la présidence de l'Union européenne;
  - un référendum constitutionnel a eu lieu au Maroc. Les électeurs marocains pouvaient s'exprimer sur une réforme constitutionnelle visant, selon le roi, à démocratiser les institutions du pays. Des élections législatives anticipées devraient avoir lieu le 7 octobre 2011;
  - fête nationale canadienne;
  - cinquantenaire de la mort de Louis-Ferdinand Céline;
  - éclipse solaire partielle, visible sur l'océan entre l'Afrique et l'Antarctique;
  - Dominique Strauss-Kahn est libéré sur parole lors d'une audience à New York, le procureur ayant formellement mis en doute la crédibilité de la plaignante;
  - 90e anniversaire du Parti communiste chinois;
  - coup d'envoi de la 47e Copa América en Argentine.

- 2 juillet :
  - mariage du prince de Monaco Albert II et de Charlene Wittstock;
  - Taïg Khris bat le record du monde de saut en longueur en roller au Sacré-Cœur;
  - départ du Tour de France 2011 en Vendée.

- 3 juillet :
  - élections législatives en Thaïlande, remportée par le parti opposant Pheu Thai;
  - Petra Kvitová et Novak Djokovic remportent le tournoi de Wimbledon;
  - le norvégien Thor Hushovd devient maillot jaune du Tour de France lors de cette 2e étape;
  - la Russie remporte le Championnat d'Europe de basket-ball féminin au détriment de la Turquie. La France, elle, termine à la 3e place.

- 4 juillet :
  - la Terre se trouve à l'aphélie de son orbite;
  - fête nationale américaine. Les Américains célèbrent l'indépendance du pays;
  - le latéral gauche français Gaël Clichy s'engage pour 4 ans au Manchester City Football Club, après 8 saisons passées à Arsenal Football Club;
  - le capitaine du Football Club des Girondins de Bordeaux et de l'équipe de France Alou Diarra signe à l'Olympique de Marseille.

- 5 juillet :
  - fête nationale algérienne, qui célèbre l'indépendance du pays;
  - le Real Madrid annonce le transfert du latéral gauche portugais Fábio Coentrão pour 30 millions d'euros.

- 6 juillet au 10 juillet : championnats du monde d'athlétisme jeunesse 2011 à Villeneuve-d'Ascq.

- 6 juillet :
  - Pyeongchang est désignée ville organisatrice des Jeux olympiques d'hiver de 2018 à Durban face à ses adversaires Munich et Annecy;
  - 14e Gymnaestrada, rencontre internationale de gymnastique à Lausanne, en Suisse.

- 7 juillet :
  - inauguration à Djibouti de la première base militaire japonaise outre-mer depuis la Seconde Guerre mondiale ;
  - fin de la mission de combat des Forces armées canadiennes en Afghanistan. Le commandement de la région de Kandahar a été transféré aux États-Unis ;
  - les jeunes nageuses françaises remportent le 4 × 100 m et le 4 × 400 m nage libre aux Championnats d'Europe juniors de natation 2011. Charlotte Bonnet remporte l'épreuve du 100 m.
  - première mondiale du film Harry Potter et les Reliques de la Mort, partie 2 à Londres à Trafalgar Square pour le Gala d'ouverture puis à Leicester Square pour la projection du film.

- 8 juillet :
  - lancement de la navette spatiale Atlantis ;
  - Meeting de Paris au Stade de France.

- 9 juillet :
  - proclamation de l'indépendance du Soudan du Sud, se séparant ainsi du Soudan, qui devient le 193e pays membre de l'ONU ;
  - l'équipe de France féminine de football se qualifie pour les demi-finales de la Coupe du monde de football féminin et aux Jeux olympiques d'été de 2012 à Londres ;
  - les Queensland Reds remportent la première édition du Super 15 en battant en finale les Crusaders sur le score de 18 à 15. Will Genia offre la victoire à ses coéquipiers en marquant un essai sur un exploit individuel à dix minutes de la fin du match.

- 10 juillet :
  - le quotidien britannique News of the World paraît son dernier numéro, comme l'a annoncé son propriétaire Rupert Murdoch à la suite du scandale du piratage téléphonique par News International ;
  - le Français Thomas Voeckler s'empare du maillot jaune lors de la 9e étape du Tour de France ;
  - le Mexique remporte la Coupe du monde de football des moins de 17 ans au terme d'une finale face à l'Uruguay remportée 2-0 ;
  - Fernando Alonso remporte le Grand Prix de Grande-Bretagne et passe à la 3e place du classement général derrière Sebastian Vettel et Mark Webber ;
  - l'équipe de France de Coupe Davis remporte son quart de finale face à l'Allemagne (4-1). Les Bleus rejoueront en septembre face à l'Espagne, vainqueur des États-Unis.

- 12 juillet :
  - l'agence de notation Moody's voit l'abaissement financier du Portugal et de l'Irlande;
  - Neptune boucle sa première orbite depuis sa découverte le 23 septembre 1846 par Johann Gottfried Galle sur les indications d'Urbain Le Verrier.

- 13 juillet :
  - une série de trois explosions frappe Bombay, tuant environ 17 personnes et faisant 130 blessés;
  - sortie au cinéma du dernier volet de la saga, Harry Potter et les Reliques de la Mort, partie 2.

- Nuit du 13 juillet au 14 juillet : un violent orage s'abat sur la République tchèque.

- 14 juillet au 19 juillet : championnats d'Europe d'escrime 2011 à Sheffield, en Angleterre. La France finit à la 4e place du classement général.

- 14 juillet : fête nationale française. La défilé militaire sur les Champs-Élysées est l'évènement de la journée.

- 16 juillet :
  - la sonde spatiale Dawn se met en orbite autour de l'astéroïde Vesta;
  - la chanteuse et actrice Charlotte Gainsbourg accouche d'un troisième enfant, Joe, de son union avec l'acteur Yvan Attal;
  - l'équipe américaine remportent la Coupe du monde de football américain 2011;
  - début des Championnats du monde de natation 2011 à Shanghai, en Chine.

- 17 juillet au 20 juillet : ouverture de la sixième conférence sur la pathogénie, le traitement et la prévention du VIH à Rome, Italie. La conférence développera notamment le traitement anti-VIH comme outils de prévention, le dépistage à plus grande échelle ainsi que les nouvelles pistes pour l'étude et la mise en œuvre d'un nouveau vaccin.

- 17 juillet :
  - l'équipe du Japon remporte la Coupe du monde féminine de football 2011 après sa victoire en finale face aux États-Unis;
  - l'Espagnole Anabel Medina Garrigues remporte le Tournoi de tennis de Palerme (WTA 2011).

- 19 juillet :
  - le bateau français Dignité Al-Karama, membre de la « Flottille de la Liberté II », est arraisonné par la marine israélienne dans les eaux internationales ;
  - Rupert Murdoch et son fils James se sont humblement excusés auprès du Parlement du Royaume-Uni. Le PDG de News Corporation a déclaré n‘être pas responsable du piratage téléphonique de News International ;
  - en Guinée, une tentative de Coup d'État a lieu contre Alpha Condé[1].

- 20 juillet :
  - le dernier fugitif réclamé par le Tribunal pénal international pour l'ex-Yougoslavie, Goran Hadžić, est arrêté au nord de Belgrade;
  - découverte de Kerbéros, le 4e satellite naturel connu de la planète Pluton;
  - commande record de 460 avions de la part d'American Airlines pour 260 Airbus A320 et 200 Boeing 737;
  - sortie au cinéma du dernier film Marvel Comics, Captain America: First Avenger.

- 21 juillet :
  - la zone euro met un nouveau plan d'aide de près de 160 milliards d'euros pour sauver la Grèce et empêcher une contagion de la crise de la dette;
  - les Nations unies déclarent l’état d’urgence alimentaire en Somalie ainsi que dans toute la Corne de l'Afrique;
  - fête nationale belge. Le pays a dépassé le cap de un an sans gouvernement;
  - la navette spatiale Atlantis atterrit au Centre spatial Kennedy, concluant sa dernière mission (STS-135) et marquant la fin du programme de la navette spatiale américaine après 30 ans;
  - Jimmy Vicaut gagne l'épreuve du 100 mètres aux Championnats d'Europe juniors d'athlétisme 2011. Kevin Mayer, lui, remporte l'épreuve du décathlon;
  - le luxembourgeois Andy Schleck gagne la 18e étape du Tour de France en solitaire au Col du Galibier après avoir attaqué à 60 km de l'arrivée dans le Col d'Izoard;
  - L'attaquant chilien Alexis Sánchez est transféré de l'Udinese Calcio au FC Barcelone. Le transfert s'élève à 26 millions d'euros.

- 22 juillet :
  - une explosion à Oslo suivie d'une fusillade à 40 km de la capitale, font au moins 92 morts et plusieurs blessés;
  - le luxembourgeois Andy Schleck prend le maillot jaune à Thomas Voeckler et passe en tête pour la 2e fois de suite au Col du Galibier, il est le seul avec l'Espagnol Julio Jiménez à passer le Col du Galibier deux fois de suite en tête et il devient le seul coureur à passer le Col du Galibier plusieurs fois en tête la même année;
  - le Français Pierre Rolland devient le deuxième Français à gagner à l'Alpe d'Huez 25 ans après le champion Bernard Hinault. Il s'impose devant les Espagnols Samuel Sánchez et Alberto Contador;
  - meeting Herculis à Monaco.

- 23 juillet :
  - deux TGV se percutent et déraillent près de Wenzhou, en Chine, ce qui entraîne la mort de 36 personnes;
  - fête nationale égyptienne malgré un contexte politique tendu.
  - Steven Spielberg annonce au San Diego Comic-Con qu'il réalisera un quatrième volet de Jurassic Park;
  - début du championnat européen de go à Bordeaux;
  - coup d'envoi des Tri-Nations 2011.
  - La chanteuse britannique Amy Winehouse meurt à l’âge de 27 ans (ivresse).
  - le 96e congrès mondial d'espéranto s’ouvre à Copenhague, jusqu’au 30 juillet. Il est suivi par des participants venus de 66 pays a pour thème « Dialogue et intercompréhension ».

- 24 juillet :
  - plus de 820 cérémonies ont eu lieu à New York en ce jour d'entrée en vigueur de la loi autorisant le mariage homosexuel. Le premier était celui de deux grand-mères;
  - arrivée du Tour de France 2011 à Paris sur les Champs-Élysées. L'Australien Cadel Evans est officiellement maillot jaune du Tour. Le Britannique Mark Cavendish, vainqueur de la dernière étape, est lui maillot vert. L'Espagnol Samuel Sánchez est maillot à pois et le Français Pierre Rolland est maillot blanc;
  - début des épreuves de natation sportive aux championnats du monde de natation 2011. Camille Muffat arrive 3e au 400 m nage libre et l'équipe de France de Bernard, Gilot, Meynard et Stravius finit 2e au 4 × 100 m nage libre;
  - l'Uruguay remporte la 47e édition de la Copa America grâce à sa victoire en finale contre le Paraguay 3-0, dont deux buts de Diego Forlán;
  - le Britannique Lewis Hamilton remporte le Grand Prix automobile d'Allemagne. Il se place donc à la 3e place du classement général derrière Sebastian Vettel et Mark Webber.

- 25 juillet :
  - fête nationale tunisienne;
  - après l'arrivée de Kevin Gameiro et Nicolas Douchez, le meneur de jeu français Jérémy Ménez rejoint le Paris Saint-Germain Football Club pour 3 ans. La transfert s'élève à 8 millions d'euros;
  - Blaise Matuidi (Saint-Étienne) et Milan Biševac (Valenciennes) rejoignent Jérémy Ménez au Paris Saint-Germain Football Club pour 3 ans également;
  - Trương Tấn Sang devient le nouveau président du Viêt Nam.

- 26 juillet :
  - Camille Lacourt et Jérémy Stravius remportent ex æquo la médaille d'or du 100 m dos aux Championnats du monde de natation 2011, à Shanghai;
  - inauguration du nouveau stade du Valenciennes Football Club, le Stade du Hainaut.

- 27 juillet :
  - plus qu'un an avant le début des Jeux olympiques de Londres en 2012;
  - sortie du 12e long métrage des studios Pixar, Cars 2;
  - Une étude confirme que 2010 TK7 est le premier astéroïde troyen de la Terre à être observé.

- 28 juillet :
  - lancement d'une nouvelle chaîne du groupe Canal+ sur la TNT. La chaîne se nomme CFoot;
  - 19e championnats du monde de badminton, au Wembley Arena, à Londres en  Angleterre;
  - le général Abdelfattah Younès, ancien chef des forces armées des rebelles libyens, est assassiné à Benghazi;
  - Ollanta Humala entre en fonctions en tant que président de la République du Pérou ; Salomón Lerner devient Premier ministre.

- 29 juillet :
  - coup d'envoi de la coupe du monde de football des moins de 20 ans 2011 en Colombie;
  - le footballeur argentin Sergio Agüero est transféré du Club Atlético de Madrid vers le club anglais de Manchester City Football Club. La transaction est estimée à 45 millions d'euros.

- 30 juillet : fête nationale du Maroc.

- 31 juillet :
  - une série d’attaques meurtrières, perpétrée par le Parti islamique du Turkestan, a lieu à Kachgar, dans la région du Xinjiang, en Chine;
  - dissipation de la tempête tropicale Nock-ten, dont le bilan provisoire est de cinquante-cinq morts.